# 健康・体力づくり事業財団
公益財団法人健康・体力づくり事業財団（けんこう・たいりょくづくりじぎょうざいだん、英文名称：Japan Health Promotion & Fitness Foundation）は健康・体力づくりについて正しい知識や実践方法を普及する公益法人。以前は厚生労働省・文部科学省共同所管の財団法人であったが、公益法人制度改革に伴い公益財団法人へ移行した。

## 概要
- 所在：東京都港区東新橋2-6-10 大東京ビル7階
- 代表者：理事長 下光輝一（健康日本21推進連絡協議会の会長も務める。）

## 事業
1978年（昭和53年）に法人設立。その後、健康づくりおよび体力づくりの一体的な普及啓発活動を目的に1981年（昭和56年）、社団法人国民健康・体力つくり運動協会（1965年設立）と財団法人健康づくり振興財団（1978年設立）が合併し、現名称となった。
情報提供（月刊健康づくり、ホームページの運営、リーフレット配付など）、健康運動指導士・健康運動実践指導者などの指導者養成事業、関連分野の調査研究のほか健康日本21推進全国連絡協議会の事務局運営を行っている。